# Grabstock

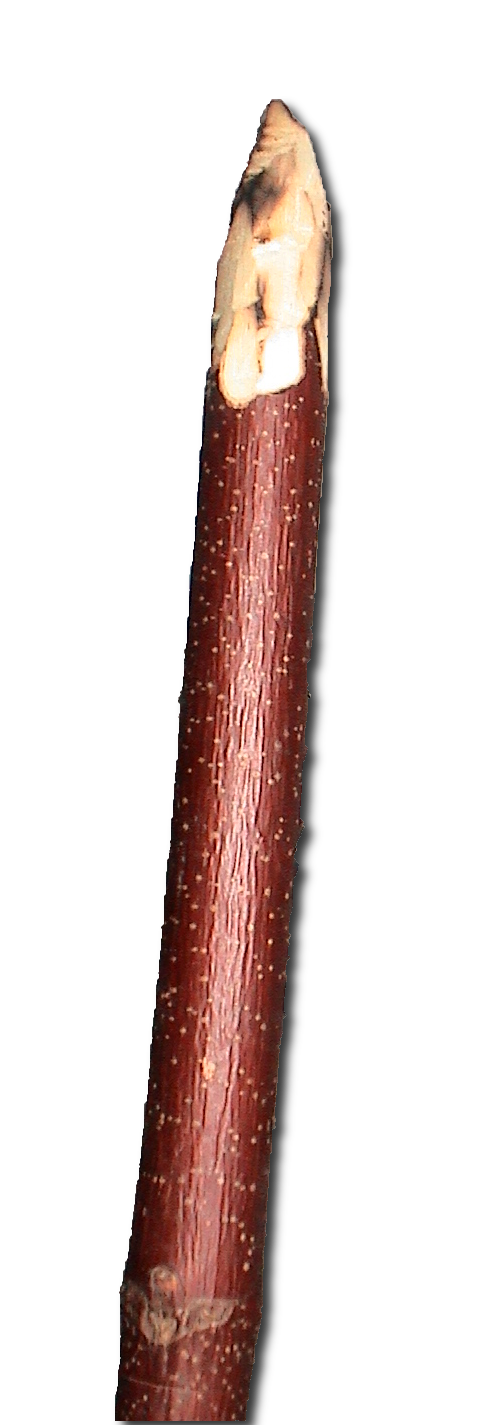
Grabstock

Der Grabstock, auch Wühlstock, ist eines der ältesten Werkzeuge, das meist nur aus einem Holzstab besteht, dessen eines Ende zugeschärft oder zugespitzt ist. 
Grabstöcke wurden und werden von Menschen auf der Kulturstufe der Jäger und Sammler zum Ausgraben von nahrhaften Wurzeln, Knollen, Zwiebeln und Rhizomen aus der Erde eingesetzt.
Grabstöcke sind wesentlich älter als die Landwirtschaft. Die frühesten Funde sind 390.000 bis 324.000 Jahre alt. Da sich Holz schlecht über längere Zeit in der Erde erhält, kann man nicht ausschließen, dass dieses Werkzeug noch wesentlich früher benutzt wurde. Eine Fundstätte in Italien aus der Zeit von vor 171.000 Jahren belegt, dass auch Neandertaler im Feuer gehärtete Grabstöcke nutzten, die sie aus Buchsbaumholz, Eichen, Wacholder und Eschen herstellten.
Grabstöcke sind meist etwa einen Meter lang. Die Spitze kann auf verschiedene Weise gefertigt sein und wird manchmal durch Feuer gehärtet. Manchmal wird eine Steinscheibe im oberen Teil des Grabstockes befestigt, um so das Gewicht und damit den Druck zu erhöhen.
Mit Aufkommen der Landwirtschaft, während der sogenannten Neolithischen Revolution, wurde der Grabstock zum Ackerbaugerät. Der Grabstock dient zur Herstellung von Löchern, in die Stecklinge gesetzt werden, oder zum Umbrechen kleiner Erdschollen und zum Ausgraben von Wurzeln. Daneben entwickeln sich auch hakenförmige Grabstöcke (Hackbau).
In einigen Gebieten wurde er dann von zunächst hölzernen Spaten abgelöst, oder von Geräten wie Sauzahn, Hacke (Haue), Karst, Krail, Erdpickel und ähnlichem, die auf hakenförmige Grabstöcke zurückgehen. Im Feldbau war sein maschineller Nachfolger zum Lockern und Wenden der Erde der Pflug oder der Grubber (Kultivator).